# Dimorphophyton mutabiliforme
Dimorphophyton mutabiliforme är en korallart som först beskrevs av Williams 1988.  Dimorphophyton mutabiliforme ingår i släktet Dimorphophyton och familjen läderkoraller. Inga underarter finns listade i Catalogue of Life.